# Laski Wielkie (województwo kujawsko-pomorskie)
Laski Wielkie – wieś w Polsce położona w województwie kujawsko-pomorskim, w powiecie żnińskim, w gminie Gąsawa.
W latach 1954–1971 wieś należała i była siedzibą władz gromady Laski Wielkie, po jej zniesieniu w gromadzie Gąsawa. W latach 1975–1998 miejscowość administracyjnie należała do województwa bydgoskiego. Według Narodowego Spisu Powszechnego (III 2011 r.) liczyła 109 mieszkańców. Jest trzynastą co do wielkości miejscowością gminy Gąsawa.
W 1535 urodził się tu Erazm Gliczner, pierwszy pedagog piszący po polsku, reformator religijny.